# Thủ đô Việt Nam
Thủ đô Việt Nam hiện nay là thành phố Hà Nội. Sau đây là danh sách các kinh đô/thủ đô – hiểu theo nghĩa rộng – là các trung tâm chính trị của chính thể nhà nước trong lịch sử Việt Nam, và cả của các vương quốc cổ/cựu quốc gia từng tồn tại trên lãnh thổ Việt Nam ngày nay.

## Kinh đô và Thủ đô của Việt Nam qua các thời kỳ
Phần này liệt kê các kinh đô/thủ đô trong lịch sử Việt Nam, theo trình tự thời gian. Các kinh đô được in đậm là các kinh đô độc lập của Việt Nam, còn các kinh đô được in nghiêng là các kinh đô trong giai đoạn Việt Nam bị nước khác đô hộ.
| Kinh đô/Thủ đô           | Thời gian          | Triều đại/Chế độ                   | Công trình                                  | Địa điểm hiện tại                                     |
| ------------------------ | ------------------ | ---------------------------------- | ------------------------------------------- | ----------------------------------------------------- |
| Phong Châu (nghi vấn)    | 2524 – 258 TCN     | Hồng Bàng – Hùng Vương             | Không rõ                                    | Phú Thọ                                               |
| Cổ Loa                   | 257 – 208 TCN      | Nhà Thục                           | Thành Cổ Loa                                | Huyện Đông Anh, Hà Nội                                |
| Phiên Ngung              | 207 – 111 TCN      | Nhà Triệu                          | Cố cung Phiên Ngung                         | Thành phố Quảng Châu, Quảng Đông, Trung Quốc          |
| Luy Lâu                  | 111 – 106 TCN      | Bắc thuộc lần 1                    | Không rõ                                    | Bắc Ninh                                              |
| Quảng Tín                | 106 TCN – 40 SCN   | Bắc thuộc lần 1                    | Không rõ                                    | Thành phố Ngô Châu, Quảng Tây, Trung Quốc             |
| Mê Linh                  | 40 – 43            | Hai Bà Trưng                       | Không rõ                                    | Huyện Mê Linh, Hà Nội                                 |
| Quảng Tín                | 43 – 210           | Bắc thuộc lần 2                    | Không rõ                                    | Thành phố Ngô Châu, Quảng Tây, Trung Quốc             |
| Phiên Ngung              | 210 – 226?         | Bắc thuộc lần 2                    | Cung điện Phiên Ngung                       | Thành phố Quảng Châu, Quảng Đông, Trung Quốc          |
| Long Biên                | 226? – 544         | Bắc thuộc lần 2                    | Thành Long Biên                             | Quận Long Biên, Hà Nội hoặc Bắc Ninh (đang tranh cãi) |
| Long Biên                | 544 – 602          | Nhà Tiền Lý                        | Thành Long Biên                             | Quận Long Biên, Hà Nội hoặc Bắc Ninh (đang tranh cãi) |
| Tô Lịch (đang tranh cãi) | 226? – 544         | Nhà Tiền Lý                        | Cửa sông Tô Lịch                            | Hà Nội                                                |
| Giao Chỉ (huyện)         | 602 – 607?         | Bắc thuộc lần 3                    | Không rõ                                    | Phía nam sông Đuống và sông Thái Bình                 |
| Tống Bình                | 607? – 713         | Bắc thuộc lần 3                    | Không rõ                                    | Hà Nội                                                |
| Vạn An                   | 713 – 722          | Họ Mai                             | Không rõ                                    | Huyện Nam Đàn, Nghệ An                                |
| Tống Bình                | 722 – 779          | Bắc thuộc lần 3                    | Không rõ                                    | Hà Nội                                                |
| Tống Bình                | 779 – 791          | Họ Phùng                           | Không rõ                                    | Hà Nội                                                |
| Tống Bình                | 791 – 866          | Bắc thuộc lần 3                    | Không rõ                                    | Hà Nội                                                |
| Đại La                   | 866 – 905          | Bắc thuộc lần 3                    | Thành Đại La                                | Quận Ba Đình, Hà Nội                                  |
| Đại La                   | 905 – 923 hoặc 930 | Họ Khúc                            | Thành Đại La                                | Quận Ba Đình, Hà Nội                                  |
| Đại La                   | 931 – 938          | Họ Dương và Họ Kiều                | Thành Đại La                                | Quận Ba Đình, Hà Nội                                  |
| Cổ Loa                   | 939 – 967          | Nhà Ngô                            | Thành Cổ Loa                                | Huyện Đông Anh, Hà Nội                                |
| Hoa Lư                   | 968 – 980          | Nhà Đinh                           | Thành Hoa Lư                                | Thành phố Hoa Lư, Ninh Bình                           |
| Hoa Lư                   | 980 – 1009         | Nhà Tiền Lê                        | Thành Hoa Lư                                | Thành phố Hoa Lư, Ninh Bình                           |
| Hoa Lư                   | 1009 – 1010        | Nhà Hậu Lý                         | Thành Hoa Lư                                | Thành phố Hoa Lư, Ninh Bình                           |
| Thăng Long               | 1010 – 1225        | Nhà Hậu Lý                         | Hoàng thành Thăng Long                      | Quận Ba Đình, Hà Nội                                  |
| Thăng Long               | 1226 – 1440        | Nhà Trần                           | Hoàng thành Thăng Long                      | Quận Ba Đình, Hà Nội                                  |
| Tây Đô                   | 1400 – 1407        | Nhà Hồ                             | Thành nhà Hồ                                | Huyện Vĩnh Lộc, Thanh Hóa                             |
| Mô Độ                    | 1407 – 1409        | Nhà Hậu Trần                       | Không có                                    | Huyện Yên Mô, Ninh Bình                               |
| Đông Quan                | 1407 – 1427        | Bắc thuộc lần 4                    | Hoàng thành Thăng Long                      | Quận Ba Đình, Hà Nội                                  |
| Đông Kinh                | 1428 – 1527        | Nhà Hậu Lê – Lê sơ                 | Hoàng thành Thăng Long                      | Quận Ba Đình, Hà Nội                                  |
| Đông Kinh                | 1527 – 1592        | Nhà Mạc – tiền kỳ                  | Hoàng thành Thăng Long                      | Quận Ba Đình, Hà Nội                                  |
| Vạn Lại                  | 1533 – 1597        | Nhà Hậu Lê – Lê trung hưng         | Cung Vạn Lại                                | Huyện Thọ Xuân, Thanh Hóa                             |
| Đông Kinh                | 1597 – 1789        | Nhà Hậu Lê – Lê trung hưng         | Hoàng thành Thăng Long                      | Hà Nội                                                |
| Đông Kinh                | 1597 – 1787        | Chúa Trịnh – Đàng Ngoài            | Phủ chúa Trịnh                              | Hà Nội                                                |
| Phú Xuân                 | 1678 – 1777        | Chúa Nguyễn – Đàng Trong           | Dinh chúa Nguyễn                            | Quận Phú Xuân, Huế                                    |
| Qui Nhơn                 | 1778 – 1793        | Nhà Tây Sơn                        | Thành Hoàng Đế                              | Thị xã An Nhơn, Bình Định                             |
| Phú Xuân                 | 1786 – 1802        | Nhà Tây Sơn                        | Không rõ                                    | Quận Phú Xuân, Huế                                    |
| Huế                      | 1802 – 1945        | Nhà Nguyễn                         | Kinh thành Huế                              | Quận Phú Xuân, Huế                                    |
| Sài Gòn                  | 1887 – 1901        | Pháp thuộc                         | Dinh Toàn quyền Đông Dương                  | Quận 1, Thành phố Hồ Chí Minh                         |
| Hà Nội                   | 1902 – 1945        | Pháp thuộc                         | Phủ Toàn quyền Đông Dương                   | Hà Nội                                                |
| Sài Gòn                  | 1945               | Nhật thuộc                         | Dinh Toàn quyền                             | Quận 1, Thành phố Hồ Chí Minh                         |
| Huế                      | 1945               | Đế quốc Việt Nam                   | Kinh thành Huế                              | Quận Phú Xuân, Huế                                    |
| Hà Nội                   | 1945 – 1976        | Việt Nam Dân chủ Cộng hòa          | Phủ Chủ tịch                                | Hà Nội                                                |
| Sài Gòn                  | 1945 – 1954        | Liên bang Đông Dương               | Dinh Norodom                                | Quận 1, Thành phố Hồ Chí Minh                         |
| Sài Gòn                  | 1946 – 1949        | Cộng hòa Tự trị Nam Kỳ             | Dinh Gia Long                               | Quận 1, Thành phố Hồ Chí Minh                         |
| Sài Gòn                  | 1949 – 1955        | Quốc gia Việt Nam                  | Dinh Norodom                                | Quận 1, Thành phố Hồ Chí Minh                         |
| Sài Gòn                  | 1955 – 1975        | Việt Nam Cộng hòa                  | Dinh Độc Lập                                | Quận 1, Thành phố Hồ Chí Minh                         |
| Tây Ninh                 | 1969 – 1972        | Cộng hòa miền Nam Việt Nam         | Khu Di tích lịch sử Trung ương Cục miền Nam | Huyện Tân Biên, Tây Ninh                              |
| Lộc Ninh                 | 1972 – 1973        | Cộng hòa miền Nam Việt Nam         | Căn cứ Tà Thiết                             | Huyện Lộc Ninh, Bình Phước                            |
| Cam Lộ                   | 1973 – 1975        | Cộng hòa miền Nam Việt Nam         | Khu trụ sở Chính phủ Cách mạng Lâm thời     | Huyện Cam Lộ, Quảng Trị                               |
| Sài Gòn – Gia Định       | 1975 – 1976        | Cộng hòa miền Nam Việt Nam         | Dinh Độc Lập                                | Thành phố Hồ Chí Minh                                 |
| Hà Nội                   | 1976 – nay         | Cộng hòa Xã hội chủ nghĩa Việt Nam | Phủ Chủ tịch                                | Thủ đô hiện tại                                       |

## Kinh đô không chính thức
Ngoài ra còn có các kinh đô phụ tồn tại song song với kinh đô chính thức như:
- Thiên Trường – thời Trần, nay thuộc Nam Định.
- Vũ Lâm – thời Trần, nay thuộc Ninh Bình
- Lỗ Giang –  thời Trần, nay thuộc Hồng Minh, Hưng Hà, Thái Bình.
- Lam Kinh – thời Hậu Lê, nay thuộc Thanh Hóa
- Dương Kinh – thời Mạc, nay thuộc Hải Phòng.
- Phục Hòa – thời Mạc, nay thuộc Hòa Thuận, Phục Hòa, Cao Bằng.
- Nà Lữ - thời Mạc, nay thuộc Hoàng Tung, Hòa An, Cao Bằng.
- Thành nhà Mạc  – nay thuộc Lũng Hoài, Hòa An, Cao Bằng.
- Thành nhà Mạc – nay thuộc Đàm Thủy, Trùng Khánh, Cao Bằng.
- Thành cổ Tuyên Quang – thời Mạc.
- Thành nhà Mạc – thời Mạc, nay thuộc Lạng Sơn.
- Thành cổ Lạng Sơn - nay thuộc Chi Lăng, Lạng Sơn.
- Yên Trường – thời Lê trung hưng, nay thuộc thôn 2 Yên Trường, Thọ Lập, Thọ Xuân, Thanh Hóa.
- Cổ Bi – thời Lê - Trịnh, nay thuộc Trâu Quỳ, Gia Lâm, Hà Nội.
- Phủ Trịnh - thời Trịnh, nay thuộc Vĩnh Hùng, Vĩnh Lộc, Thanh Hóa.
- Phượng Hoàng Trung Đô – thời Tây Sơn, nay thuộc Nghệ An (dự định).
- Lị sở của 12 sứ quân như: Hồi Hồ, Tam Đái, Tiên Du, Siêu Loại, Đường Lâm, Tây Phù Liệt, Đỗ Động Giang, Tế Giang, Đằng Châu, Bố Hải Khẩu, Bình Kiều,...
- Đà Lạt – thủ phủ nghỉ dưỡng thời Liên bang Đông Dương.
- Việt Bắc – phía bắc Bắc Bộ, là chiến khu và là nơi tập trung các cơ quan đầu não của Việt Nam Dân chủ Cộng hòa trong thời kỳ Chiến tranh Đông Dương với Pháp, đây được xem là Thủ đô gió ngàn.

## Kinh đô của vương quốcChăm Pacổ
| Thủ đô/Kinh đô              | Thời gian   | Quốc gia                                                            | Địa điểm ngày nay                                                                                             |
| --------------------------- | ----------- | ------------------------------------------------------------------- | --- |
| Kandapurpura (Phật Thành)   | 192 – 605?  | Lâm Ấp                                                              | Quận Thuận Hóa, Huế                                                                                           |
| Simhapura (Sư Tử Thành)     | 605? – 757  | Lâm Ấp                                                              | Làng Trà Kiệu, Quảng Nam                                                                                      |
| Virapura (Hùng Tráng Thành) | 757 – 875   | Hoàn Vương (Panduranga)                                             | Huyện Ninh Phước, Ninh Thuận                                                                                  |
| Indrapura (Lôi Điện Thành)  | 875 – 982   | Chiêm Thành                                                         | Huyện Thăng Bình, Quảng Nam                                                                                   |
| Vijaya (Chà Bàn, Đồ Bàn)    | 982 – 1471  | Chiêm Thành                                                         | Thị xã An Nhơn, Bình Định                                                                                     |
| Panduranga (Phan Rang)      | 1471 – 1832 | - Panduranga-Chăm Pa (1471 – 1693) - Thuận Thành Trấn (1697 – 1832) | - Thành phố Phan Rang – Tháp Chàm, Ninh Thuận. (1471 - 1693) - Thị trấn Phan Rí Cửa, Bình Thuận (1697 – 1832) |

## Kinh đô các vương quốc cổ và cựu quốc gia khác
| Thủ đô/Kinh đô                 | Thời gian           | Quốc gia | Địa điểm ngày nay       |
| ------------------------------ | ------------------- | -------- | ----------------------- |
| Vyadhapura (Đặc Mục)           | Giai đoạn sơ khởi   | Phù Nam  | Prey Veng, Campuchia    |
| Kottinagar (Cường Thịnh Thành) | Thế kỷ 2 – Thế kỷ 7 | Phù Nam  | An Giang                |
| Isanapura                      | 613? – ?            | Chân Lạp | Kampong Thom, Campuchia |
| Xieng Khouang                  | 1369 – 1478         | Bồn Man  | Xiengkhuang, Lào        |
| Pelei Agna (Thành phố Vĩ Đại)  | 1888 – 1890         | Sedang   | Kon Tum                 |

## Thống kê
- Hà Nội là nơi đóng đô của nhiều triều đại và chế độ nhất Việt Nam, không tính giai đoạn đô hộ và thuộc địa:
  - Cổ Loa thời Nhà Thục và Nhà Ngô
  - Mê Linh thời Hai Bà Trưng
  - Long Biên thời Nhà Tiền Lý (đang tranh cãi)
  - Tống Bình thời Họ Phùng
  - Đại La thời Họ Khúc
  - Thăng Long thời Nhà Lý và Nhà Trần
  - Đông Kinh thời Nhà Hậu Lê, Nhà Mạc và Chúa Trịnh
  - Hà Nội thời Việt Nam Dân chủ Cộng hòa và Cộng hòa Xã hội Chủ nghĩa Việt Nam ngày nay
- Ninh Bình là nơi đóng đô nhiều thứ hai. không tính giai đoạn đô hộ và thuộc địa::
  - Hoa Lư thời Nhà Đinh, Nhà Tiền Lê và Nhà Lý giai đoạn đầu
  - Mô Độ thời Nhà Hậu Trần
- Thừa Thiên Huế là nơi đóng đô nhiều thứ ba, không tính giai đoạn đô hộ và thuộc địa::
  - Phú Xuân thời Chúa Nguyễn và Nhà Tây Sơn của Quang Trung
  - Huế thời Nhà Nguyễn
- Thanh Hóa là nơi đóng đô nhiều thứ tư, không tính giai đoạn đô hộ và thuộc địa::
  - Tây Đô cuối thời Trần và thời Nhà Hồ
  - Vạn Lại thời Hậu Lê giai đoạn đầu Lê trung hưng
- Các triều đại và chế độ từng đóng đô ở 2 kinh đô/thủ đô là:
  - Nhà Lý ở Hoa Lư (1009 – 1010) và Thăng Long (1010 – 1225)
  - Nhà Trần ở Thăng Long (1225-1397) và Tây Đô (1397-1400)
  - Nhà Hậu Lê ở Đông Kinh (1428 – 1527), Vạn Lại (1533 – 1597) rồi về lại Đông Kinh (1597 – 1789)
  - Nhà Mạc ở Đông Kinh (1527 – 1592) và Cao Bình (1592 – 1677)
  - Nhà Tây Sơn ở Quy Nhơn (1778 – 1793) và Phú Xuân (1786 – 1802)

## Ảnh một số di tích kinh đô
|  |  |  |  |  |

|  |  |  |  |  |

## Cố đô của Việt Nam
Cố đô là cách gọi tôn vinh những nơi từng là thủ đô chính thống trong lịch sử Việt Nam. Hiện ở Việt Nam có các nơi sau được gọi là cố đô gồm: đất tổ Phong Châu, cố đô Hoa Lư, cố đô Huế; với sự nhìn nhận và đánh giá lại về vương triều nhà Hồ, Thanh Hóa cũng được xem là một cố đô của Việt Nam. Cố đô Hoa Lư và cố đô Huế là 2 tên gọi thông dụng, thường thấy nhất.
Các di tích cố đô thường sở hữu một trong các danh hiệu UNESCO ở Việt Nam như Phong Châu có tín ngưỡng thờ cúng Hùng Vương là di sản văn hóa phi vật thể; Hoàng thành Thăng Long, cố đô Hoa Lư, thành nhà Hồ, quần thể di tích Cố đô Huế đều thuộc những vùng di sản thế giới.
Hiện nay Việt Nam có 5 tỉnh, thành được gọi là các "vùng kinh đô" gồm: Hà Nội, Phú Thọ, Ninh Bình, Thanh Hóa và Thừa Thiên Huế. 5 vùng kinh đô này được ngành văn hóa cho phép tổ chức và tham gia nhiều sự kiện lớn như: cuộc thi người đẹp các vùng kinh đô, hiệp hội văn học nghệ thuật các vùng kinh đô, triển lãm ảnh ngũ đại cố đô của Việt Nam, Hành trình di sản thế giới... Năm du lịch Quốc gia 2015 diễn ra ở Thanh Hóa và các tỉnh, thành phố có Kinh đô cổ và di sản văn hoá thế giới có chuyên đề "Hành trình về Kinh đô cổ Việt Nam".